# Kryptolebias marmoratus
Kryptolebias marmoratus, anteriormente Rivulus marmoratus, é uma espécie de peixe da família Rivulidae.
Ele vive ao longo da costa leste da América do Norte, Central e do Sul, até o Brasil. Possui cerca de 75mm de comprimento.
Cientistas descobriram que Kryptolebias marmoratus consegue viver mais de 66 dias consecutivos fora da água, respirando ar através da pele.